# Lady Luck
「Lady Luck」（レーディ　ラック）は、日本の歌手真崎ゆかの3枚目のシングルとして2011年7月20日に発売された。

## 収録曲
1. Lady Luck   
  - 日本テレビMIDNITEテレビシリーズ「gossip girlセカンド・シーズン」エンディングテーマ
  - 日本テレビ「ポシュレデパート深夜店」7月オープニングテーマ
2. It's Love   
  - 作詞：真崎ゆか／作曲：HIRO
  - 株式会社フジTV-CMソング
3. Summer Rain   
  - 作詞：真崎ゆか／作曲：ZETTON
4. Lady Luck  (Intsrumental)
5. It's Love (Intsrumental)
6. Summer Rain  (Intsrumental)